# Río Chocó
El río Chocó es un corto río Colombiano perteneciente al departamento de Antioquia, nace en la vereda La Piedra del municipio de Santa Rosa de Osos, muy cerca al corregimiento Llanos de Cuivá de Yarumal, estrella hidrográfica, donde nacen los ríos Nechí, Dolores y Pajarito que discurren por este municipio y Angostura; a diferencia de estos el río Chocó corre completamente en el municipio de Santa Rosa de Osos, recogiendo numerosas quebradas, para finalmente desembocar en el río Grande.

## Cuenca
El río Chocó, nace en el municipio de Santa Rosa de Osos a 2.750 m s. n. m. aproximadamente en el sector de La Piedra, muy cerca del límite con Yarumal, el río corre exclusivamente por territorio de Santa Rosa de Osos,  pero aun así recibe algunas quebradas nacidas en Yarumal cómo la Sopetrana y algunos de sus afluentes que vienen de los Llanos de Cuivá. El río recorre por un terreno caracterizado por pendientes altas en las laderas y un Valle prolongado en la parte media y baja donde el río se vuelve bastante sinuoso, siendo quizá el río del Altiplano con mayor número de meandros, lo cual es muy interesante dada la morfología del terreno, donde además se presentan madreviejas y humedales de importancia ecológica. Casi todos sus afluentes nacen y desembocan en Santa Rosa de Osos, entre ellos quebradas como la  Cardona que recoge a la Normandía, además corrientes importantes como las quebradas San Justo, San Juan, Del Perro, Cuscús, Los Reyes, Chirí y Llanos.
Tiene un recorrido oriente-occidente, atravesando la vereda homónima. Al ser una cuenca ubicada completamente en el Altiplano Norte, es una de las más altas del departamento; sin embargo  la desprotección institucional  ha generado que sea una de las más intervenidas también. A pesar de este panorama en sus aguas se encuentran especies en peligro de extinción como la nutria  y en sus alrededores aún permanecen históricos bosques de roble.
Desemboca en el  río Grande a 2640 m s. n. m. aproximadamente.